# Cubnara monippalliensis
Cubnara monippalliensis är en insektsart som beskrevs av Mathew och K. Ramakrishnan 1996. Cubnara monippalliensis ingår i släktet Cubnara och familjen dvärgstritar. Inga underarter finns listade i Catalogue of Life.